# 熊本ヴォルターズ2022-23シーズンの戦歴
熊本ヴォルターズ2022-23シーズンの戦歴（くまもとヴォルターズ2022-23シーズンのせんせき）について、当該シーズンにおける
熊本ヴォルターズの試合は以下の通りに実施された。
- 2022.9.4・10　プレシーズン：2試合
- 2022.10.1～2023.4.23　Bリーグ 2022-23レギュラーシーズン：60試合
- 2023.5.5・6　ポストシーズン（日本生命 B2 PLAYOFFS 2022-23)：2試合

天皇杯（第98回）には3次ラウンドから参加し、1試合を行っている（2022年10月29日）。

## 結果（プレシーズン）
9月4日に鹿児島レブナイズ、10日にライジングゼファーフクオカと試合を行ない、いずれも勝利した。
| 開催日          | 対戦相手                   | H/A | 結果   | 会場             | 来場者数 | 備考                     |
| --------------- | -------------------------- | --- | ------ | ---------------- | -------- | ------------------------ |
| 2022.9.4（日）  | 鹿児島レブナイズ           | A   | ○93-76 | 西原商会アリーナ | 1,851    | 来場最多記録更新（当時） |
| 2022.9.10（土） | ライジングゼファーフクオカ | H   | ☆70-54 | 熊本市総合体育館 |          |                          |

## 結果（レギュラーシーズン）

### レギュラーシーズン前半（第1～16節）
序盤から外国籍選手の負傷・離脱が続いたこともあって5連敗を喫するなど勝率を思うように伸ばすことが出来ず、17勝13敗（勝率0.567）、西地区3位・全体5位でシーズンを折り返した。
| 節 | 開催日           | 対戦相手 | H/A | 結果    | 勝敗  | 勝率/得失点差 | 順位（地区/全体） | 会場               | 来場者数 | 備考                  |
| -- | ---------------- | -------- | --- | ------- | ----- | ------------- | ----------------- | ------------------ | -------- | --------------------- |
| 1  | 2022.10.1（土）  | 長崎     | H   | ★77-88  | 0-1   | .000/-11      | 西7/全14          | 熊本県立総合体育館 | 2,145    |                       |
|    | 2022.10.2（日）  | 長崎     | H   | ☆84-81  | 1-1   | .500/-8       | 西4/全10          | 熊本県立総合体育館 | 2,217    |                       |
| 2  | 2022.10.8（土）  | 西宮     | A   | ○85-72  | 2-1   | .667+5        | 西4/              |                    |          |                       |
|    | 2022.10.9（日）  | 西宮     | A   | ●83-85  | 2-2   | .500/+3       |                   |                    |          |                       |
| 3  | 2022.10.15（土） | 香川     | A   | ○91-74  | 3-2   | .600/+14      |                   |                    |          |                       |
|    | 2022.10.16（日） | 香川     | A   | ○93-67  | 4-2   | .667/+40      |                   |                    |          |                       |
| 4  | 2022.10.22（土） | 佐賀     | H   | ★75-77  | 4-3   | .571/+38      |                   | 熊本県立総合体育館 | 1,696    |                       |
|    | 2022.10.23（日） | 佐賀     | H   | ★75-83  | 4-4   | .500/+30      |                   | 熊本県立総合体育館 | 1,736    |                       |
| 5  | 2022.10.26（水） | 福岡     | H   | ☆87-79  | 5-4   | .556/+38      |                   | 熊本県立総合体育館 | 1,016    |                       |
| 6  | 2022.11.4（金）  | 愛媛     | A   | ○100-91 | 6-4   | .600/+47      |                   |                    |          |                       |
|    | 2022.11.5（土）  | 愛媛     | A   | ●76-91  | 6-5   | .545/+32      |                   |                    |          |                       |
| 7  | 2022.11.12（土） | 奈良     | A   | ○96-85  | 7-5   | .583/+43      |                   |                    |          |                       |
|    | 2022.11.13（日） | 奈良     | A   | ○73-63  | 8-5   | .615/+53      |                   |                    |          |                       |
| 8  | 2022.11.19（土） | 福島     | H   | ☆82-77  | 9-5   | .643/+58      |                   | 熊本県立総合体育館 | 1,195    |                       |
|    | 2022.11.20（日） | 福島     | H   | ★81-92  | 9-6   | .600/+47      |                   | 熊本県立総合体育館 | 1,344    |                       |
| 9  | 2022.11.28（月） | 福岡     | A   | ○81-79  | 10-6  | .625/+49      |                   |                    |          |                       |
|    | 2022.11.29（火） | 福岡     | A   | ○74-55  | 11-6  | .647/+68      |                   |                    |          |                       |
| 10 | 2022.12.3（土）  | 香川     | H   | ●85-90  | 11-7  | .611/+63      |                   | 熊本県立総合体育館 | 1,044    |                       |
|    | 2022.12.4（日）  | 香川     | H   | ○81-79  | 12-7  | .632/+65      |                   | 熊本県立総合体育館 | 1,172    |                       |
| 11 | 2022.12.10（土） | 山形     | H   | ☆79-64  | 13-7  | .650/+80      |                   | 熊本県立総合体育館 | 855      |                       |
|    | 2022.12.11（日） | 山形     | H   | ★63-76  | 13-8  | .619/+67      |                   | 熊本県立総合体育館 | 1,189    |                       |
| 12 | 2022.12.16（金） | 越谷     | H   | ★60-77  | 13-9  | .591/+50      |                   | 益城町総合体育館   | 960      |                       |
|    | 2022.12.17（土） | 越谷     | H   | ★89-103 | 13-10 | .565/+36      |                   | 益城町総合体育館   | 1,525    |                       |
| 13 | 2022.12.24（土） | 佐賀     | A   | ●63-73  | 13-11 | .542/+26      |                   |                    |          |                       |
|    | 2022.12.25（日） | 佐賀     | A   | ●57-79  | 13-12 | .520/+4       |                   |                    |          |                       |
| 14 | 2022.12.28（水） | 福岡     | A   | ○80-66  | 14-12 | .538/+18      |                   |                    |          |                       |
| 15 | 2023.1.1（日）   | 愛媛     | H   | ☆95-89  | 15-12 | .556/+24      |                   | 熊本県立総合体育館 | 1,906    | BLACK VOLFES（1回目） |
|    | 2023.1.2（月）   | 愛媛     | H   | ☆62-61  | 16-12 | .571/+25      |                   | 熊本県立総合体育館 | 2,323    | BLACK VOLFES（2回目） |
| 16 | 2023.1.7（土）   | 奈良     | H   | ☆73-64  | 17-12 | .586/+34      |                   | 熊本県立総合体育館 | 1,397    | BLACK VOLFES（3回目） |
|    | 2023.1.8（日）   | 奈良     | H   | ★82-84  | 17-13 | .567/+32      | 西3/全5           | 熊本県立総合体育館 | 1,877    | BLACK VOLFES（4回目） |

### レギュラーシーズン後半（第17～32節）
最長で5連勝を挙げるものの、スコアラーであるウッドベリーの長期離脱をはじめとする負傷者の続出などもあってチーム力が安定せず、35勝25敗（勝率0.583）でレギュラーシーズンを終え、西地区3位・全体5位につけプレーオフ出場を決めた。
| 節 | 開催日          | 対戦相手 | H/A | 結果   | 勝敗  | 勝率/得失点差 | 順位（地区/全体） | 会場               | 来場者数 | 備考           |
| -- | --------------- | -------- | --- | ------ | ----- | ------------- | ----------------- | ------------------ | -------- | -------------- |
| 17 | 2023.1.18（水） | 長崎     | A   | ●73-98 | 17-14 | .548/+7       |                   |                    |          |                |
| 18 | 2023.1.21（土） | 福島     | A   | ○82-75 | 18-14 | .563/+14      |                   |                    |          |                |
|    | 2023.1.22（日） | 福島     | A   | ○73-69 | 19-14 | .576/+18      |                   |                    |          |                |
| 19 | 2023.1.28（土） | 東京Z    | H   | ☆78-66 | 20-14 | .588/+30      |                   | 熊本県立総合体育館 | 1,219    |                |
|    | 2023.1.29（日） | 東京Z    | H   | ★64-77 | 20-15 | .571/+17      |                   | 熊本県立総合体育館 | 1,469    |                |
| 20 | 2023.2.4（土）  | 西宮     | H   | ☆85-78 | 21-15 | .583/+24      |                   | 熊本県立総合体育館 | 1,153    |                |
|    | 2023.2.5（日）  | 西宮     | H   | ☆91-73 | 22-15 | .595/+42      | 西3/全5           | 熊本県立総合体育館 | 1,755    |                |
| 21 | 2023.2.11（土） | 越谷     | A   | ○79-66 | 23-15 | .605/+55      |                   |                    |          |                |
|    | 2023.2.12（日） | 越谷     | A   | ●73-93 | 23-16 | .590/+33      |                   |                    |          |                |
| 22 | 2023.2.18（土） | 長崎     | A   | ●69-83 | 23-17 | .575/+19      |                   |                    |          |                |
|    | 2023.2.19（日） | 長崎     | A   | ●68-76 | 23-18 | .561/+11      |                   |                    |          |                |
| 23 | 2023.2.25（土） | 福岡     | H   | ☆97-86 | 24-18 | .571/+22      |                   | 熊本県立総合体育館 | 1,367    |                |
|    | 2023.2.26（日） | 福岡     | H   | ☆90-85 | 25-18 | .581/+27      |                   | 熊本県立総合体育館 | 1,616    |                |
| 24 | 2023.3.4（土）  | 青森     | A   | ●77-82 | 25-19 | .568/+22      |                   |                    |          |                |
|    | 2023.3.5（日）  | 青森     | A   | ○71-67 | 26-19 | .578/+26      |                   |                    |          |                |
| 25 | 2023.3.11（土） | A千葉    | H   | ★83-93 | 26-20 | .565/+16      |                   | 熊本県立総合体育館 | 1,602    |                |
|    | 2023.3.12（日） | A千葉    | H   | ★60-88 | 26-21 | .553/-12      |                   | 熊本県立総合体育館 | 3,704    |                |
| 26 | 2023.3.17（金） | 東京Z    | A   | ○81-64 | 27-21 | .563/+5       |                   |                    |          |                |
|    | 2023.3.18（土） | 東京Z    | A   | ○82-81 | 28-21 | .571/+6       |                   |                    |          |                |
| 27 | 2023.3.22（水） | 長崎     | H   | ☆87-85 | 29-21 | .580/+8       |                   | 熊本県立総合体育館 | 1,751    |                |
| 28 | 2023.3.24（金） | 愛媛     | A   | ○80-75 | 30-21 | .588/+13      |                   |                    |          |                |
|    | 2023.3.25（土） | 愛媛     | A   | ○84-74 | 31-21 | .596/+23      | 西3/全5           |                    |          |                |
| 29 | 2023.4.1（土）  | A千葉    | A   | ●83-94 | 31-22 | .585/+12      |                   |                    |          |                |
|    | 2023.4.2（日）  | A千葉    | A   | ●62-66 | 31-23 | .574/+8       |                   |                    |          |                |
| 30 | 2023.4.8（土）  | 奈良     | H   | ☆77-74 | 32-23 | .582/+11      |                   | 熊本県立総合体育館 | 1,594    | 声出し応援解禁 |
|    | 2023.4.9（日）  | 奈良     | H   | ☆67-64 | 33-23 | .589/+14      |                   | 熊本県立総合体育館 | 2,564    |                |
| 31 | 2023.4.15（土） | 佐賀     | H   | ☆79-78 | 34-23 | .596/+15      |                   | 熊本県立総合体育館 | 2,103    |                |
|    | 2023.4.16（日） | 佐賀     | H   | ★63-90 | 34-24 | .586/-2       |                   | 熊本県立総合体育館 | 3,802    |                |
| 32 | 2023.4.22（土） | 香川     | A   | ○73-69 | 35-24 | .593/+2       |                   |                    |          |                |
|    | 2023.4.23（日） | 香川     | A   | ●73-79 | 35-25 | .583/-4       | 西3/全5           |                    |          |                |

## 結果（ポストシーズン）

### プレーオフ（日本生命 B2 PLAYOFFS 2022-23）
4月13日、プレーオフにおけるクラブスローガン「The Special One」とビジュアルが発表される。
地区3位・全体5位で出場したプレーオフは佐世保市体育文化館で長崎と対戦した。ウッドベリーが復帰し久しぶりのフルロスターであったが、Game1は最大17点差を逆転され73-76で負け、Game2は終盤に振り切られて76-88で敗れクオーターファイナルでの敗退が決定し、B1昇格はまたしてもかなわなかった。全体順位はレギュラーシーズンから変わらず5位。
| 節            | 開催日         | 対戦相手 | H/A | 結果   | 会場               | 来場者数 | 備考 |
| ------------- | -------------- | -------- | --- | ------ | ------------------ | -------- | ---- |
| Quarterfinals | 2023.5.5（金） | 長崎     | A   | ●73-76 | 佐世保市体育文化館 |          |      |
|               | 2023.5.6（土） | 長崎     | A   | ●76-88 | 佐世保市体育文化館 |          | 敗退 |

## 結果（天皇杯）
第3次ラウンドから参戦し、シーホース三河と対戦した。ウッドベリー不在の中、ソウ・シェリフらが奮闘するも敗れた。
|          | 開催日           | 対戦相手       | H/A | 結果   | 会場       | 備考 |
| -------- | ---------------- | -------------- | --- | ------ | ---------- | ---- |
| 7回戦TM4 | 2022.10.29（土） | シーホース三河 | H   | ★78-82 | サオリーナ | 敗退 |

## RS各節の詳細

### 第1節
B3リーグから昇格してきた長崎ヴェルカと熊本県立総合体育館にて対戦し、Game1は11点差で敗れるも、Game2では3点差で勝利した。

### 第2節～第4節
第2節はB2東地区へ移動した西宮（現神戸）ストークスと対戦し1勝1敗、第3節は前季B2西地区優勝した香川ファイブアローズに連勝するが、第4節の佐賀バルーナーズ戦はジャメール・マクリーンが負傷・欠場したこともあり連敗を喫してしまう（ここまで4勝4敗、勝率0.5）。

### 第5節
福岡に勝利し（5勝4敗、勝率0.556）、同年11月2日、マクリーンの代役としてケビン・コッツァーが加入する。

### 第6節
当時8連勝中の愛媛オレンジバイキングスと対戦し、Game1は二度にわたる延長戦を制して勝利するがGame2では敗れた。

### 第7節
バンビシャス奈良に連勝するが、Game1の試合中に本村が負傷、一時離脱を余儀なくされた（ここまで8勝5敗、勝率0.615）。

### 第8節
福島ファイヤーボンズと対戦し1勝1敗となるが、試合中に負傷したベンジャミン・ローソンが同年11月26日に一時離脱してしまう。

### 第9節～11節
第9節、福岡（2度目）には連勝するが、第10節香川（2度目）、および第11節パスラボ山形ワイヴァンズ戦ではそれぞれ1勝1敗となる（ここまで13勝8敗、勝率0.619）。
同年12月12日、中京大学の中野友都が特別指定選手として加入する。

### 第12節～第15節
2016年以来、6シーズンぶりに益城町総合体育館で開催された第12節越谷アルファーズ戦、および第13節の佐賀（2度目）にはいずれも連敗してしまい、今季最多の5連敗を喫するも、第14節は福岡（3度目）に勝利して連敗を止め、第15節は愛媛（2度目）に連勝した（ここまで16勝12敗、勝率0.571）。
2023年1月4日、マクリーンの復帰に伴いコッツァーが退団。1月2日、第15節のGame2終了後には退団に先立ちセレモニーが実施された。

### 第16節
奈良（2度目）でGame2を落とし、連勝を4で止められ17勝13敗、勝率0.567となる（ここまで西地区3位、全体5位）。

### 第17節・第18節
シーズン後半戦最初の第17節は長崎（2度目）に敗れ、第18節は福島（2度目）に連勝した。

### 第19節
アースフレンズ東京Zと対戦してGame1に勝利、今季リーグ5番目に20勝を達成するも、Game2には敗れて連勝を3で止められた。

### 第20節
昨シーズン復活の立役者の一人であるハミルトンが試合直近に移籍してきた西宮（2度目）を迎えるがこれに連勝し、22勝15敗、勝率0.595となったものの（順位変わらず）Game1に本村、Game2にローソンが相次いで負傷、一時離脱を余儀なくされた（両名ともシーズン中二度目の負傷離脱である）。

### 第21節
越谷（2度目）を迎え、Game1では勝利するも、試合中にウッドベリーがまたしても負傷してしまい、Game2では敗れてふたたび連勝を3で止められ23勝16敗、勝率0.59となった（順位変わらず）。

### 第22節
長崎（3度目）に連敗し23勝18敗、勝率0.561となり昨季の黒星数と並んでしまう（順位変わらず）。
2月21日、中野の特別指定選手活動終了が発表される。

### 第23節
福岡戦（4度目）で、2度目の負傷からローソンが復帰したGame1は、終了間際に連続3Pを許し延長戦となるも、これに勝利して連敗を3で止め、Game2は勝利し25勝18敗、勝率0.581とした（順位不動）。Game2終了後には中野の退団セレモニーが実施された。

### 第24節
青森ワッツと対戦し、1敗1勝して26勝19敗、勝率0.578となる（順位不動）。

### 第25節
B3リーグから昇格してきたアルティーリ千葉と熊本県立総合体育館で対戦、Game2では3,704人（クラブ歴代15位）の入場者を数えるも連敗し、26勝21敗（勝率0.553）となった（順位変わらず）。

### 第26節
東京Z（2度目）と対戦、終始優勢に進めたGame1とは打って変わり、激しく追い上げられる展開になったGame2は82-81と1点差で制して連勝、28勝21敗(勝率0.571)とした。

### 第27節
熊本県立総合体育館で長崎（4度目）と対戦し、後半に激しく追い上げられるも、田渡の20得点など好調なオフェンスで87-85と逃げ切って勝利、29勝21敗(勝率0.580）とした（順位変わらず）。

### 第28節
愛媛（3度目）と対戦して連勝、今季最長となる5連勝を挙げるとともに、「日本生命 B2 PLAYOFFS 2022-23」出場を決めた（ここまで31勝21敗、勝率0.596）。プレーオフ進出は2期連続、4度目である。順位は変わらず、西地区3位（全体5位）を維持している。

### 第29節
A千葉（2度目）と対戦し、Game1ではウッドベリーが久しぶりに出場するも83-94で敗れ、当シーズンの西地区3位が確定する。Game2は接戦に持ち込むも62-66で敗れて31勝23敗、勝率0.574とした（全体順位も変わらず）。
4月3日、奥村雄真とアシスタントトレーナー契約。
4月8日、ウッドベリーの負傷が発表される。

### 第30節
発声応援の解禁となった第30節は奈良（3度目）と対戦、両ゲームとも接戦となったがいずれも勝利し、33勝23敗（勝率0.589）としたが、Game2においてローソンが負傷・一時離脱した（3度目）。

### 第31節
レギュラーシーズンにおける最後のホーム開催となった第31節は佐賀（3度目）と対戦し、外国籍選手2名を欠いていたにもかかわらずGame1は接戦を制し79-78で勝利するが、Game2は、シーズン最多となる3,802人（クラブ歴代12位）の観客を前に奮戦するも、後半に力尽きて63-90で敗れ34勝23敗（勝率0.586）とした。

### 第32節
シーズン最後となる第32節は香川（3度目）と対戦し、3度目の復帰となったローソン、およびマクリーンの両外国籍選手をプレーオフに備えて温存せざるを得なかったにもかかわらず、Game1は序盤から好調な攻めを見せて73-69で競り勝ったが、Game2は本村が途中欠場したこともあって73-79で敗北、1勝1敗となって35勝25敗（勝率0.583）でレギュラーシーズンを終えた。

## 脚註
1. ↑  “最多入場者数更新！プレシーズンゲーム（9/4） 試合結果のお知らせ”. 鹿児島レブナイズ (2022年9月4日). 2025年6月9日閲覧。
2. ↑  “日本生命 B2 PLAYOFFS 2022-23 のクラブスローガン&ビジュアル決定”. 熊本ヴォルターズ. 2023年5月8日閲覧。
3. ↑  “日本生命 B2 PLAYOFFS QUARTERFINALS 2022-23 GAME1 vs長崎ヴェルカ 試合結果”. 熊本ヴォルターズ. 2023年5月8日閲覧。
4. ↑  “日本生命 B2 PLAYOFFS QUARTERFINALS 2022-23 GAME2 vs長崎ヴェルカ 試合結果”. 熊本ヴォルターズ. 2023年5月8日閲覧。
5. ↑  “#3 ジャメール・マクリーン選手 負傷のお知らせ”. 熊本ヴォルターズ. 2023年1月30日閲覧。
6. ↑  “#3 ジャメール・マクリーン選手 インジュアリーリスト登録のお知らせ”. 熊本ヴォルターズ. 2023年1月30日閲覧。
7. ↑  “ケビン・コッツァー選手 2022-23シーズン選手契約(合意)のお知らせ”. 熊本ヴォルターズ. 2023年1月30日閲覧。
8. ↑  “#14 本村亮輔選手 負傷のお知らせ”. 熊本ヴォルターズ. 2023年1月30日閲覧。
9. ↑  “#34 ベンジャミン・ローソン選手 負傷のお知らせ”. 熊本ヴォルターズ. 2023年1月30日閲覧。
10. ↑  “#34 ベンジャミン・ローソン選手 負傷のお知らせ”. 熊本ヴォルターズ. 2023年1月30日閲覧。
11. ↑  “中野友都選手 特別指定選手にて加入のお知らせ”. 熊本ヴォルターズ. 2023年1月30日閲覧。
12. ↑  クラブの公式記録に記載はないが、このときウッドベリーは負傷し離脱を余儀なくされている。
13. ↑  “ニュース”. 熊本ヴォルターズ. 2023年1月30日閲覧。
14. ↑  “#42 ケビン・コッツァー選手 1月2日に契約満了予定のお知らせ”. 熊本ヴォルターズ. 2023年1月30日閲覧。
15. ↑  “https://twitter.com/K_VOLTERS/status/1610434184861868036”. Twitter. 2023年3月1日閲覧。
16. ↑  “https://twitter.com/K_VOLTERS/status/1609863183396896768”. Twitter. 2023年3月1日閲覧。
17. ↑  “ジョーダン・ハミルトン選手 期限付き移籍加入のお知らせ”. 西宮ストークス. 2023年2月10日閲覧。
18. ↑  “本村亮輔選手の診断結果について”. 熊本ヴォルターズ. 2023年2月12日閲覧。
19. ↑  “#34 ベンジャミン・ローソン選手 負傷のお知らせ”. 熊本ヴォルターズ. 2023年2月12日閲覧。
20. ↑  “https://twitter.com/K_VOLTERS/status/1624625455658840064”. Twitter. 2023年2月12日閲覧。
21. ↑  “#17 中野友都選手 3月5日に特別指定選手としての活動終了予定のお知らせ”. 熊本ヴォルターズ. 2023年3月1日閲覧。
22. ↑  “https://twitter.com/K_VOLTERS/status/1629380036750090240”. Twitter. 2023年3月1日閲覧。
23. ↑  “https://twitter.com/K_VOLTERS/status/1630058384991895555”. Twitter. 2023年3月1日閲覧。
24. ↑  “熊本ヴォルターズ「日本生命 B2 PLAYOFFS 2022-23」出場決定のお知らせ”. B.LEAGUE（Bリーグ）公式サイト. 2023年3月26日閲覧。
25. ↑  “日本生命 B2 PLAYOFFS 2022-23 進出決定のお知らせ”. 熊本ヴォルターズ. 2023年3月26日閲覧。
26. ↑  “奥村雄真氏 2022-23シーズン アシスタントトレーナー契約締結のお知らせ”. 熊本ヴォルターズ (2023年4月3日). 2023年6月14日閲覧。
27. ↑  “#30 テレンス・ウッドベリー 選手 負傷のお知らせ”. 熊本ヴォルターズ. 2023年4月17日閲覧。
28. ↑  “4/8(土)，9(日) 第30節 バンビシャス奈良戦 開催情報”. 熊本ヴォルターズ. 2023年4月9日閲覧。
29. ↑  “#34 ベンジャミン・ローソン選手 負傷のお知らせ”. 熊本ヴォルターズ. 2023年4月16日閲覧。